# Neckbreaker
No wrestling profissional, Neckbreaker é qualquer golpe em que o lutador bata no pescoço de seu adversário em forma de Slam, ou Cutter. Entre um dos tipos de neckbreaker, destaca - se o que o lutador tende a bater no pescoço de seu adversário com qualquer parte de seu corpo, geralmente joelho, cabeça ou ombro. Outro tipo de neckbreaker é aquele em que o lutador joga o adversário para o chão por torcer seu pescoço. Isto também se refere ao back head slam, em que o wrestler cai segurando o pescoço de seu oponente sem ter que torcê - lo.

## Variações

### Argentine Neckbreaker
O lutador levanta o adversário pelo pescoço, deixando suas pernas livres. Ele balança o corpo do adversário. Como o wrestler está se movendo, o oponente cai com o seu pescoço em seu ombro, executando um falling neckbreaker.

### Arm Trap Neckbreaker
Esta versão é um shoulder neckbreaker. Ocorre quando o lutador pega o braço de seu oponente e dá uma volta em sua própria cabeça. Como o oponente está preso pelo seu próprio braço, o atacante cai forçando seu adversário para o chão sem nenhuma proteção no pescoço.
Em uma versão straight jacket desse movimento, o wrestler pega os dois braços de seu oponente, pondo - os em lados opostos do pescoço. Ele cai sentado.

### Diving Neckbreaker
O wrestler sobe em cima dos turnbuckles e assim que seu oponente está virado para ele, este efetua um salto enquanto vai efetuando um front flip com seu corpo agarrando o pescoço do adversário, caindo assim os dois de costas na lona.
- Exemplos de Usuários: Naomi

### Elevated Neckbreaker
Elevated Neckbreaker é o nome dado a qualquer neckbreaker feito de uma posição elevada, como por exemplo do topo do Turnbuckle, onde um wrestler é posto sentado no turnbuckle, olhando para a direção oposta do ringue e o atacante executa um neckbreaker dali.
- Exemplos de Usuários: La Resistance (Au Revoir)

#### Elevated Cradle Neckbreaker
Esta é uma variação do Muscle Buster. O wrestler põe seu oponente de cabeça para baixo, segurando suas duas pernas e de forma que o pescoço do oponente esteja encostado em seu ombro. O wrestler então cai de joelhos ou sentado, fazendo com que o seu ombro impactue no pescoço do oponente.
- Exemplos de Usuários: Sonjay Dutt (Indian Summer)

#### Gutwrench Elevated Neckbreaker
O wrestler segura o oponente num Gutwrench, levanta o oponente de forma que fique em um de seus ombros, agarra sua cabeça com as duas mãos e cai, executando um neckbreaker slam.
- Exemplos de Usuários: Randy Orton

### Fireman's Carry Neckbreaker
O wrestler levanta o oponente em um Fireman's Carry, ou seja, colocando Fireman's Carry Slam, porém, ele estende seu joelho, fazendo com que o wrestler caia com o pescoço no joelho. É muito utilizado por AJ Styles com o nome de Ushigoroshi.

### Flying Neckbreaker
É o nome dado a qualquer neckbreaker em que o atacante salta de uma posição elevada. Diferente do Elevated Neckbreaker, em que o receptor está em uma posição elevada, mas o atacante não; no flying neckbreaker, ambos estão elevados sobre alguma coisa. O wrestler agarra o pescoço do oponente e performa algum neckbreaker da posição elevada.
- Exemplos de Usuários: Gregory Helms

### Inverted Facelock Neckbreaker
O wrestler coloca o oponente em uma Inverted Facelock, ou seja, põe uma chave ao redor de sua cabeça, sendo que ele está quase verticalmente e olhando para cima. Desta posição, o wrestler deixa-se cair em uma perna, porém levanta um joelho, fazendo com que o oponente caia com o pescoço em seu joelho.
- Exemplos de Usuários: Eric Young, Katie Lea (Kat Nip)

### Neckbreaker Slam
Ou Falling Neckbreaker, esta é a variação mais comum de neckbreaker. O wrestler está atrás do oponente de forma que fiquem costa-a-costa. Desta posição, o wrestler agarra o pescoço/cabeça do oponente e deixa seu corpo cair, puxando o oponente de pescoço primeiro ao chão. Uma variação deste movimento é o Jumping Neckbreaker, em que o wrestler salta e não somente deixa seu corpo cair. Este movimento é usado mais como contra-golpe, como por exemplo, um wrestler que abaixou-se de um Clothesline e foi para trás do oponente.
- Exemplos de Usuários: Paul Burchill, The Miz (Reality Check)

### Neck Snap
O wrestler está atrás de um oponente sentado. O wrestler então corre em direção ao oponente e executa uma cambalhota, enquanto ele executa a cambalhota, ele agarra o pescoço do oponente e puxa enquanto seu corpo cai. O wrestler faz assim com que o pescoço do oponente mexa-se para baixo e para cima, criando a impressão de um estalo.
- Exemplos de Usuários: John Cena (Throwback)

### Overdrive
Este é um Swinging Neckbreaker realizado com uma perna, ao invés dos braços. O wrestler põe sua perna mais próxima ao oponente em cima da cabeça do oponente que está inclinado para frente. Ele segura o braço do oponente mais próximo. O wrestler então inclina-se para trás e cai de joelhos e mãos no chão, girando o oponente e fazendo com que seu pescoço caia na parte interior do joelho do atacante.
- Exemplos de Usuários: Montel Vontavious Porter (Playmaker), Randy Orton (O-Zone)

#### Inverted Overdrive
Ou Reverse Overdrive, o wrestler põe o seu joelho atrás do pescoço do oponente e engancha o braço mais longínquo do oponente. O wrestler então cai para trás, levando o oponente a cair com o pescoço (nuca) no seu joelho.
- Exemplos de Usuários: Matt Striker (Golden Rule),Zack Ryder (Zack Attack)

### Reverse Twist of Fate
Mais popularmente chamado de Extreme Twist of Fate, este movimento, que é a versão contrária do Twist of Fate. O wrestler põe o oponente em uma chave de face invertida (Inverted Facelock). O wrestler então gira 180° agarrando o pescoço do oponente com uma mão e cai sentado ou com as costas no chão.
- Exemplos de Usuários: Jeff Hardy, Matt Hardy

### Shoulder Neckbreaker
Também conhecido como Hangman's Neckbreaker, Kneeling Neckbreaker ou Sitout Neckbreaker. Os wrestlers estão em uma posição costa-a-costa. O atacante puxa a cabeça do oponente de forma que sua nuca fique encostada em seu ombro. O wrestler então cai sentado (Sitout Neckbreaker) ou de joelhos (Kneeling Neckbreaker), fazendo com que o pescoço do oponente bata no ombro do atacante. Melina faz uma variação em que ela cai com as pernas abertas no chão.
- Exemplos de Usuários: Road Warrior Hawk, Frankie Kazarian, Melina, Shark Boy

#### Gory Neckbreaker
Esta é uma versão elevada do Shoulder Neckbreaker. O wrestler põe o oponente no Gory Special, ou seja, levanta-o de forma que fiquem costa-a-costa, com o pescoço puxado através de um ombro do atacante e com as pernas cruzadas em cima das pernas do atacante. Como o pescoço está em cima do ombro do atacante, o atacante cai no chão, fazendo com que o pescoço do oponente bata no ombro do atacante.
- Exemplos de Usuários: Victoria (Widows Peak)[1]

### Swinging Neckbreaker
Outra versão famosa do Neckbreaker. Este movimento pode ser feito correndo também. O wrestler agarra a cabeça do oponente em uma Front Facelock e gira de forma que os dois virem 180°, estando de costas para o chão. Com este giro, o pescoço do oponente é torcido e cai no chão.
- Exemplos de Usuários: Santino Marella

### Wheelbarrow Neckbreaker
O wrestler engancha as pernas do oponente em seu torço e segura-o em sua cintura. O wrestler puxa o oponente para cima, solta sua cintura e agarra seu pescoço, girando-o e fazendo o oponente cair no chão com o pescoço primeiro.
- Exemplos de Usuários: Eric Young (Young Blood)

### Whiplash
Similar ao Swinging Neckbreaker. O wrestler põe o oponente em uma Front Facelock e mantêm suas cabeças abaixo de seus ombros. O wrestler, então gira seu corpo para dentro, diferente do Swinging Neckbreaker, onde o atacante gira para fora. Quando o wrestler gira, o pescoço do oponente é torcido, e este cai com o pescoço no chão. É às vezes erroneamente chamado de Snap Swinging Neckbreaker.
- Exemplos de Usuários: Petey Williams

### Suplex Neckbreaker
O atacante segura o oponente em posição Suplex, então, o levanta, até ai, como um suplex comum. então, joga-o para trás, segurando seu oponente pelo pescoço, puxando seu pescoço pro chão, fazendo o oponente colidir com mais força a cabeça no chão, e em seguida, o corpo

### Superbreaker
É um Neckbreaker comum, só que é realizado de uma altura elevada, como mesas e a Top Rope.

### Ropewalk Neckbreaker
O atacante sobe na Top Rope e então salta, segurando oponente pela nuca, batendo-a no chão

### Corkscrew Neckbreaker
O atacante realiza o Corkscrew de uma altura elevada, segura o oponente pela nuca e então o bate no chão com força. Antigamente, usado nos eventos da TNA em lutas sem desclassificações.

### Springboard Neckbreaker
O atacante vem correndo, pula com impulso na segunda corda, realizando o neckbreaker. Muito utilizado no estilo de luta High Flyer.

### Jumping Neckbreaker
O atacante pega impulso nas três cordas, vai de frente ao seu oponente, pula por cima dele, realizando o Neckbreaker. Uma versão parecida é o jumping facebuster, no qual se faz o mesmo movimento, porém o atacante vem por trás.Usado por Heath Slater.

### Sidewalk Neckbreaker
O atacante realiza o siewalk, então, ao solta-lo, segura em sua nuca, adicionando mais força ao golpe.

### Extreme Neckbreaker
O atacante realiza um pulo por cima das três cordas para fora do ringue, segurando o oponente em posição neckbreaker e o derruba.

### Top Rope Neckbreaker
É um neckbreaker comum, porém o atacante está do lado de fora do ringue, segura o oponente dentro do ringue em posição neckbreaker, pulando no chão, acertando sua nuca nas cordas. É usado geralmente para causar uma certa distração ao oponente, já que não causa muita dor.

### Running Neckbreaker
O atacante vem correndo, desvia do oponente pela lateral, realizando o neckbreaker após segura-lo pela nuca.

### Bodyscissors Neckbreaker
Nova variação de Neckbreaker. Consiste em colocar o oponente em uma chave ao redor de sua cabeça, deixando-o olhando para cima. Desta posição, o wrestler utiliza do bodyscissors e em seguida, se joga no chão, fazendo com que a parte de cima da cabeça caia no chão. Esse é um dos mais perigosos Neckbreaker de todos, pois a cabeça do oponente cai bruscamente no chão, podendo causar sérias lesões.
- Exemplos de Usuários: Rony Berkley (Foreigner Crush)